# Albondocani
Albondocani (eng. Albondocani) er titlen på et ufuldendt romanprojekt, som Karen Blixen aldrig gennemførte. Karen Blixens sekretær, Clara Selborn, har blandt andet skrevet følgende om Karen Blixens arbejde med Albondocani, hvis foreløbige syv kapitler, der meningsfuldt kan læses hver for sig, er medtaget som selvstændige fortællinger i Sidste Fortællinger fra 1958.
| Citat                                                          | I disse arbejdsmæssigt ødelagte måneder [i hele første halvdel af 1954] var det som om Albondocani, der var kommet godt i gang med Kardinalens tredje historie og Kappen, Nattevandring og Om hemmeligheder og om himlen - dyrt købte gennem personlige erfaringer - havde fået en dræbende substans hældt ned omkring sin rod og i virkeligheden næsten gik ud. Trods den vrimmel af ideer der eksisterede til den, skød den kun to ganske små nye skud efter Kardinalens første historie. Da den begyndte at live op igen med Second Meeting, syv-otte år senere, var det blevet for sent. | Citat |
| – Clara Selborn, Karen Blixens sekretær og litterære eksekutor | |       |

## Foreløbige kapitler
- Kardinalens første historie
- Kappen
- Nattevandring
- Om hemmeligheder og om himlen
- To gamle herrers historier
- Kardinalens tredje historie
- Det ubeskrevne blad